# Hornyák Béla (labdarúgó)
Hornyák Béla (Budapest, 1956. április 23. – 2021. december 18.) magyar labdarúgó, kapus.

## Pályafutása
A KSI nevelése. Innen került 1974-ben a VM Egyetértésbe. A csapat megszűnése után, 1975-től a Váci Híradásban szerepelt 1976 nyaráig.
Az MTK–VM csapatában mutatkozott az élvonalban 1976. szeptember 1-jén a Ferencváros ellen, ahol 4–1-re kikapott a csapata. Tagja volt az 1977–78-as idény bajnoki bronzérmes csapatának.
1980-ban a Rába ETO együtteséhez igazolt. Az 1981–82-es idényben egy mérkőzésen lépett pályára és ezzel tagja lett a bajnokcsapatnak, annak ellenére, hogy idény közben a SZEOL AK-hoz szerződött, amellyel viszont kiesett az első osztályból. Utolsó élvonalbeli mérkőzésen a Ferencvárostól 2–0-ra kikapott csapata.
Az 1973-as Régi idők focija című Sándor Pál filmben ő volt Sebestyén, a Csabagyöngye FC középcsatára.
1990-ben a Dunakeszi edzője lett. Később a Dreher SE trénere, az UTE, a Dunakeszi majd a REAC kapusedzője volt.

## Sikerei, díjai
- Magyar bajnokság
  - bajnok: 1981–82
  - 3.: 1977–78
- Kupagyőztesek Európa-kupája (KEK)
  - negyeddöntős: 1976–77